# 华鼎奖
華鼎獎，是中國大陸一項以演藝名人為評選對象的口碑獎，由天下英才傳媒主辦，支持機構為中華人民共和國國務院新聞辦下之中國人權發展基金會。設有人物獎和作品獎兩大類別，涵蓋電影滿意度調查、電視劇滿意度調查與演藝名人公眾形象滿意度調查，自稱代表「老百姓口碑」。首屆華鼎獎於2007年在北京舉辦。

## 簡介

### 名稱由來
華鼎獎中的「華」取自《卿雲歌》中的「日月光華，旦復旦兮」。

### 歷屆評選
2007年6月27日，天下英才傳媒發起“中國演藝名人公眾形象滿意度調查”，並於同年12月17日舉行頒獎典禮，是為首屆華鼎獎。隨後兩屆“中國演藝名人公眾形象滿意度調查”頒獎典禮分別於2009年3月和2010年5月舉行（第2屆和第3屆）。之後華鼎獎對調查對象進行了擴充，首次設立了“中國電視劇滿意度調查”和“中國電影滿意度調查”，於2010年11月舉行電視劇頒獎典禮（第4屆），2011年3月舉行電影頒獎典禮（第5屆），2011年12月再次舉行電視劇頒獎典禮（第6屆）。2012年7月的第7屆華鼎獎将“演藝名人公眾形象滿意度調查”範圍由“中國”擴大為“亞洲”，之後的第8屆和第9屆分別是電視劇和電影頒獎典禮。2013年10月的第10屆華鼎獎再次擴大“演藝名人公眾形象滿意度調查”範圍，由“亞洲”擴大為“全球”。

## 評選規則
華鼎獎演藝名人評選委員會根據中國演藝名人公眾形象滿意度調查結果進行專業評審評選；同時，各獎項候選名單將全部提交網友在線投票和短信投票；結合華鼎獎演藝名人評選委員會評選結果和在線投票、短信投票（各占50%權重），各子榜單綜合分值最高者榮獲華鼎獎。主辦方將結果保密，最終在頒獎盛典時揭曉。

### 提名
依據聯信天下前期滿意度調查排名，按照演藝名人七大子榜單各取其前5名的原則，分別產生各獎項的5名候選，總榜前3名不參與各子榜排名。

### 資格
如果入圍名單出現不符合該獎項候選資格者，其入圍資格將被取消，空缺由下一位滿意度成績最高者遞補。
根据《华鼎奖荣誉称号管理办法》有关规定，若得选者未来造成社会恶劣影响，华鼎奖组委会有权撤销得选者获得的荣誉称号。

### 評選
1. 最佳表現男女演藝名人獎項由專家評委團根據各子榜單前5名作為候選人，一人一票的方式投票產生各獎項。
2. 機構獎項由頒獎組委會和專業評委團共同評出。
3. 華鼎獎年度大獎由總排名榜滿意度成績第一名獲得。

## 歷屆得獎名單

### 第1屆
| 獎項                                                            | 獲獎名單                                                                         |
| 第1屆中國演藝名人滿意度調查發布盛典（2007年12月17日在北京舉行） |                                                                                  |
| 公眾形象港台最佳影視女演員                                      | 趙雅芝                                                                           |
| 公眾形象港台最佳影視男演員                                      | 蘇有朋                                                                           |
| 公眾形象內地最佳影視女演員                                      | 趙薇                                                                             |
| 公眾形象內地最佳影視男演員                                      | 陳道明                                                                           |
| 公眾形象最佳曲藝演員                                            | 蔡明                                                                             |
| 特別貢獻大獎                                                    | 濮存昕                                                                           |
| 最佳社會公益活動大使                                            | 溫兆倫、李冰冰、富大龍、唐一菲                                                   |
| 演藝名人公眾形象調查年度大獎                                    | 趙雅芝、姜昆、彭麗媛、成龍、濮存昕                                               |
| 最受公眾尊敬的表演藝術家                                        | 彭麗媛、宋祖英、李雙江、姜昆、黃宏、唐杰忠、王曉棠、王馥荔、濮存昕、唐國強、王剛 |
| 公眾最滿意演藝明星                                              | 趙薇、周迅、孫儷、董洁、苗圃、陳建斌、蔣勤勤                                     |
| 公眾最滿意演藝明星團體獎                                        | 蘇有朋、陳坤、聶遠、黃海冰、閆妮、沙溢                                           |
| 最具公眾影響電視劇                                              | 《士兵突擊》                                                                     |
| 年度最佳藝術團體                                                | 總政文工團                                                                       |
| 年度最佳歌影迷團體                                              | 朋迷（蘇有朋的粉絲團）                                                           |

### 第2屆
| 獎項                                                                     | 獲獎名單   |
| 第2屆中國演藝名人滿意度調查發布盛典（2009年3月23日在北京千禧大酒店舉行） |            |
| 中國新演員公眾形象調查第一名                                             | 王寶強     |
| 中國曲藝演員公眾形象調查第一名                                           | 侯耀華     |
| 中國舞蹈演員公眾形象調查第一名                                           | 邰麗華     |
| 中國歌唱演員公眾形象調查第一名                                           | 譚晶       |
| 中國影視演員公眾形象調查第一名                                           | 唐國強     |
| 中國戲劇演員公眾形象調查第一名                                           | 韓再芬     |
| 中國電視主持人公眾形象調查第一名                                         | 白岩松     |
| 中國影視導演公眾形象調查第一名                                           | 馮小剛     |
| 中國年度影視最佳表現男演員                                               | 張鑑       |
| 中國年度新人最佳表現女演員                                               | 白冰       |
| 中國年度新人最佳表現男演員                                               | 張一山     |
| 中國年度曲藝最佳表現女演員                                               | 王淑玲     |
| 中國年度曲藝最佳表現男演員                                               | 鞏漢林     |
| 中國年度歌唱最佳表現女演員                                               | 呂薇       |
| 中國年度歌唱最佳表現男演員                                               | （從缺）   |
| 中國年度綜藝節目最佳表現女主持人                                         | 董卿       |
| 中國年度綜藝節目最佳表現男主持人                                         | 曹可凡     |
| 中國年度新聞節目最佳表現女主持人                                         | 許戈輝     |
| 中國年度新聞節目最佳表現男主持人                                         | 崔永元     |
| 中國年度新聞特別榮譽獎                                                   | 羅京       |
| 中國年度影視最佳表現女演員                                               | 馬伊琍     |
| 中國年度影視最佳表現男演員                                               | 張涵予     |
| 中國年度最佳表現女導演                                                   | 馬儷文     |
| 中國年度最佳表現男導演                                                   | 高希希     |
| 中國年度戲劇最佳表現女演員                                               | 常秋月     |
| 中國年度戲劇最佳表現男演員                                               | 葉少蘭     |
| 中國年度舞蹈最佳表現女演員                                               | 劉岩       |
| 中國年度舞蹈最佳表現男演員                                               | 黃豆豆     |
| 中國年度最佳表現電視劇                                                   | 《闖關東》 |
| 中國年度最佳表現電影                                                     | 《梅蘭芳》 |

### 第3屆
| 獎項                                                                   | 獲獎名單                                                           |
| 第3屆中國演藝名人滿意度調查發布盛典（2010年5月29日在北京京西賓館舉行） |                                                                    |
| 年度最佳表現新銳男演員                                                 | 杜淳                                                               |
| 年度最佳表現新銳女演員                                                 | 董冬                                                               |
| 年度歌唱最佳表現男演員                                                 | 陳奕迅                                                             |
| 年度歌唱最佳表現女演員                                                 | 容祖兒                                                             |
| 年度影視最佳表現男演員                                                 | 孫紅雷                                                             |
| 年度影視最佳表現女演員                                                 | 周迅                                                               |
| 年度最佳表現男導演                                                     | 陸川                                                               |
| 年度最佳表現女導演                                                     | 徐靜蕾                                                             |
| 戲劇演員滿意度調查第一名                                               | 于魁智                                                             |
| 舞蹈演員滿意度調查第一名                                               | 張繼鋼                                                             |
| 年度曲藝最佳表現女演員                                                 | 金珠                                                               |
| 年度曲藝最佳表現男演員                                                 | 周煒                                                               |
| 年度戲劇最佳表現男演員                                                 | 王平                                                               |
| 年度戲劇最佳表現女演員                                                 | 王蓉蓉                                                             |
| 年度舞蹈最佳表現女演員                                                 | 朱研                                                               |
| 年度舞蹈最佳表現男演員                                                 | 陳維亞                                                             |
| 年度電視綜藝節目最佳表現男主持人                                       | 朱軍                                                               |
| 年度電視綜藝節目最佳表現女主持人                                       | 徐春妮、塗經緯                                                     |
| 年度電視新聞節目最佳表現男主持人                                       | 潘濤                                                               |
| 年度電視新聞節目最佳表現女主持人                                       | 盧秀芳                                                             |
| 年度最傑出成就大獎                                                     | 趙本山、斯琴高娃                                                   |
| 年度電視專題節目最佳表現男主持人                                       | 胡一虎                                                             |
| 年度電視專題節目最佳表現女主持人                                       | 費婕                                                               |
| 電視主持人公眾形象滿意度調查第一名                                     | 崔永元                                                             |
| 曲藝演員公眾形象滿意度調查第一名                                       | 黃宏                                                               |
| 影視演員公眾形象滿意度調查第一名                                       | 孫紅雷                                                             |
| 影視導演公眾形象滿意度調查第一名                                       | 韓三平                                                             |
| 影視編劇公眾形象滿意度調查第一名                                       | 張鑑                                                               |
| 新銳演員專業素養滿意度調查第一名                                       | 蒲巴甲                                                             |
| 電視主持人專業素養滿意度調查第一名                                     | （從缺）                                                           |
| 演藝名人專業素養滿意度調查第一名                                       | 劉曉慶                                                             |
| 新銳演員公益行為滿意度調查第一名                                       | 閆妮                                                               |
| 電視主持人公益行為滿意度調查第一名                                     | 費婕                                                               |
| 演藝名人公益行為滿意度調查第一名                                       | 常貴田                                                             |
| 新銳演員社會影響滿意度調查第一名                                       | 付辛博                                                             |
| 電視主持人社會影響滿意度調查第一名                                     | 崔永元                                                             |
| 演藝名人社會影響滿意度調查第一名                                       | 譚晶                                                               |
| 新銳演員商業價值滿意度調查第一名                                       | 小瀋陽                                                             |
| 電視主持人商業價值滿意度調查第一名                                     | 李詠                                                               |
| 演藝名人商業價值滿意度調查第一名                                       | 馮小剛                                                             |
| 人民最喜愛的老藝術家                                                   | 李默然、盛婕、彭松、謝鐵驪、王崑、常寶華、張瑞芳、袁闊成           |
| 中國最佳公眾形象演藝名人                                               | 劉岩、李少紅、陳維亞、閻維文、陳寶國、胡玫、唐國強、曾志偉、馮小剛 |

### 第4屆
| 獎項                                                                      | 獲獎名單                                                                             |
| 第4屆中國電視劇滿意度調查發布盛典（2010年11月13日在太原濱河體育中心舉行） |                                                                                      |
| 最佳電視劇                                                                | 《走西口》                                                                           |
| 重大革命題材類最佳電視劇                                                  | 《解放》                                                                             |
| 近代革命題材類最佳電視劇獎項                                              | 《我的兄弟叫順溜》                                                                   |
| 古裝題材類最佳電視劇                                                      | 新《三國》                                                                           |
| 傳奇題材類最佳電視劇                                                      | 《神話》                                                                             |
| 偶像勵志題材類最佳電視劇                                                  | 《我的青春誰做主》                                                                   |
| 愛情題材類最佳電視劇                                                      | 《我是一棵小草》                                                                     |
| 都市題材類最佳電視劇                                                      | 《媳婦的美好時代》                                                                   |
| 鄉村題材類最佳電視劇                                                      | 《鄉村愛情故事》                                                                     |
| 最佳男主角                                                                | 孫紅雷《潛伏》                                                                       |
| 最佳女主角                                                                | 姚晨《潛伏》                                                                         |
| 最佳男配角                                                                | 祖峰《潛伏》                                                                         |
| 最佳女配角                                                                | 王靜《走西口》                                                                       |
| 最佳導演                                                                  | 張黎《人間正道是滄桑》                                                               |
| 最佳編劇                                                                  | 王麗萍《媳婦的美好時代》                                                             |
| 最佳主題曲演唱                                                            | 韓磊                                                                                 |
| 近代革命類最佳男演員                                                      | 張國強《我的團長我的團》和《我的兄弟叫順溜》                                         |
| 近代革命類最佳女演員                                                      | 柯藍《人間正道是滄桑》                                                               |
| 喜劇類最佳男演員                                                          | 高亞麟                                                                               |
| 中國電視劇年度傑出成就獎                                                  | 張鑑                                                                                 |
| 喜劇類最佳女演員                                                          | 閆妮                                                                                 |
| 古裝類最佳男演員                                                          | 侯勇《大秦帝國》                                                                     |
| 古裝類最佳女演員                                                          | 袁立《鐵齒銅牙紀曉嵐4》                                                              |
| 都市類最佳男演員                                                          | 張嘉譯《蝸居》                                                                       |
| 都市類最佳女演員                                                          | 陳喬恩                                                                               |
| 傳奇題材類最佳男演員                                                      | 胡歌《神話》                                                                         |
| 傳奇題材類最佳女演員                                                      | 周揚《中天懸劍》                                                                     |
| 偶像勵志題材類最佳男演員                                                  | 李光潔《杜拉拉升職記》                                                               |
| 偶像勵志題材類最佳女演員                                                  | 左小青《大約在冬季》                                                                 |
| 鄉村題材類最佳男演員                                                      | 劉小光《鄉村愛情故事》                                                               |
| 鄉村題材類最佳女演員                                                      | 于月仙《鄉村愛情故事》                                                               |
| 愛情題材類最佳男演員                                                      | （從缺）                                                                             |
| 愛情題材類最佳女演員                                                      | 陳數                                                                                 |
| 最佳跨界飛躍藝人獎                                                        | 何潤東                                                                               |
| 華鼎中國電視劇滿意度調查年度傑出成就獎                                    | 唐國強、蔣雯麗                                                                       |
| 中國電視劇滿意度調查第一名                                                | 《潛伏》                                                                             |
| 觀眾最喜愛電視劇男演員                                                    | 富大龍、姜武、劉小峰、沙溢、張光北、潘粵明、小瀋陽、陳道明                           |
| 觀眾最喜愛電視劇女演員                                                    | 金巧巧、白冰、車永莉、高寶寶、石爻、馬以、王雅捷、顏丙燕、姚芊羽、海清、范冰冰、蔡明 |

### 第5屆
| 獎項                                                                | 獲獎名單                                                         |
| 第5屆中國電影滿意度調查發布盛典（2011年3月1日在北京萬事達中心舉行） |                                                                  |
| 華鼎電影滿意度調查最佳國語片                                        | 《唐山大地震》                                                   |
| 華鼎電影滿意度調查最佳外語片                                        | 《阿凡達》                                                       |
| 華語電影最佳影片                                                    | 《建國大業》                                                     |
| 華語電影最佳導演                                                    | 馮小剛《唐山大地震》                                             |
| 華語電影最佳女主角                                                  | 徐帆《唐山大地震》                                               |
| 華語電影最佳男主角                                                  | 甄子丹《葉問2》                                                  |
| 華語電影最佳女配角                                                  | 林心如《非常完美》                                               |
| 華語電影最佳男配角                                                  | 謝霆鋒《十月圍城》                                               |
| 華語年度電影十佳新銳演員                                            | 小瀋陽、王珞丹、李晨、秦嵐、姚笛、白冰、白靜、袁霆、詩雅、姜瑞佳 |
| 華語電影主題曲                                                      | 薩頂頂《錦衣衛》                                                 |
| 華鼎電影最具期待演員                                                | 韓庚                                                             |
| 華鼎電影最佳環保之星                                                | 陳德森、古巨基                                                   |
| 華語愛情電影最佳演員                                                | 姚晨《搖擺的婚約》                                               |
| 華語奇幻電影最佳演員                                                | 蔡卓妍《風雲2》                                                  |
| 華語喜劇電影最佳演員                                                | 鍾欣桐《出水芙蓉》                                               |
| 華語劇情電影最佳演員                                                | 郭富城《罪與罰》                                                 |
| 電影傑出成就                                                        | 王家衛、章子怡《一代宗師》                                       |

### 第6屆
| 獎項                                                               | 獲獎名單 |
| 第6屆中國電視劇滿意度調查發布盛典（2011年12月8日在深圳體育館舉行） | |
| 電視劇滿意度調查第一名                                             | 黎明之前 |
| 最佳導演                                                           | 閻建鋼《中國地》 |
| 電視劇最佳男主角                                                   | 吳秀波 (《黎明之前》) |
| 電視劇最佳女主角                                                   | 陳數 (《鐵梨花》) |
| 電視劇最佳男配角                                                   | 祖峰 (《旗袍》) |
| 電視劇最佳女配角                                                   | 鄧萃雯 (《新還珠格格》)                                                                                                  |
| 最佳編劇                                                           | 徐紀周、馮驥、張磊《永不磨滅的番號》                                                                                     |
| 電視劇最佳主題曲演唱                                               | 楊冪、何晟銘《愛的供養》(《宮》)                                                                                         |
| 近代革命類最佳男演員                                               | （從缺） |
| 近代革命類最佳女演員                                               | 馬蘇 (《旗袍》) |
| 偶像勵志類最佳男演員                                               | 林志穎 (《單身公主相親記》)                                                                                              |
| 偶像勵志類最佳女演員                                               | 王心凌 (《美樂加油》) |
| 傳奇類最佳男演員                                                   | 高雲翔 (《新玉觀音》) |
| 傳奇類最佳女演員                                                   | 鍾欣桐 (《女媧傳說之靈珠》)                                                                                              |
| 喜劇類最佳男演員                                                   | 何晟銘 (《歡喜婆婆俏媳婦》)                                                                                              |
| 喜劇類最佳女演員                                                   | 應采兒 (《大捕房》) |
| 古裝類最佳男演員                                                   | 潘粵明 (《新萍踪俠影》)                                                                                                  |
| 古裝類最佳女演員                                                   | 鄭佩佩 (《深宅》) |
| 都市類最佳男演員                                                   | （從缺） |
| 都市類最佳女演員                                                   | 姜宏波 (《鋼鐵年代》) |
| 鄉村類最佳男演員                                                   | 王小利 (《鄉村愛情交響曲》)                                                                                              |
| 鄉村類最佳女演員                                                   | 閆學晶 (《女人當官》) |
| 老百姓最喜愛十佳電視明星                                           | 李宗翰、陶虹、小瀋陽、劉莉莉、辛柏青、蘇麗、馮遠征、于月仙、盧奇、顏丙燕                                                 |
| 十佳電視劇                                                         | 《東方》《家，N次方》《鄉村愛情交響曲》《水滸傳》《裸婚時代》《雪豹》《我是特種兵》《中國地》《永不磨沒的番號》 《借槍》 |
| 最佳製作機構                                                       | 《春暖南粵》深圳市委宣傳部、深圳市廣播電影電視局、華夏英傑墨寶園                                                         |

### 第7屆
| 獎項                                                                  | 獲獎名單                                                                   |
| 第7屆亞洲演藝名人滿意度調查發布盛典（2012年7月4日在北京奧體中心舉行） |                                                                            |
| 亞洲傑出成就大獎                                                      | 成龍                                                                       |
| 中國年度傑出成就獎                                                    | 葛優、劉曉慶                                                               |
| 2012中國最佳電影演員                                                  | 謝霆鋒                                                                     |
| 2012中國電影演員公眾形象調查第一名                                    | 佟大為                                                                     |
| 2012中國電影終身成就大獎                                              | 祝希娟、秦怡、於藍、謝芳、龐學勤、金迪、田華、王曉棠、王丹鳳、陳強、張瑞芳 |
| 2012中國最佳電視劇演員                                                | 陳建斌、胡杏兒                                                             |
| 2012中國電視劇演員公眾形象調查第一名                                  | 鄭嘉穎                                                                     |
| 2012中國最佳歌唱男女演員                                              | 孫楠、范瑋琪                                                               |
| 2012中國歌唱演員公眾形象調查第一名                                    | 韓紅                                                                       |
| 2012中國最佳主持人                                                    | 陳蓉                                                                       |
| 2012中國主持人公眾形象調查第一名                                      | 楊瀾                                                                       |
| 2012中國最佳戲劇男女演員                                              | 杜鎮傑、茅威濤                                                             |
| 2012中國戲劇演員公眾形象調查第一名                                    | 馮遠征                                                                     |
| 2012中國最佳曲藝男女演員                                              | 郭德綱、馬增蕙                                                             |
| 2012中國曲藝演員公眾形象調查第一名                                    | 單田芳                                                                     |
| 2012中國最佳舞蹈男女演員                                              | 黃豆豆、王亞彬                                                             |
| 2012中國舞蹈演員公眾形象調查第一名                                    | 楊麗萍                                                                     |
| 2012中國最佳男女導演                                                  | 黃建新、李玉                                                               |
| 2012亞洲優秀青年演員大獎                                              | 丁一宇、PAN CAKE                                                           |
| 華鼎榮譽-中德友誼文化促進大獎                                         | Ina Alice Kopp                                                             |
| 亞洲最受歡迎影視男女演員                                              | Pong、范文芳                                                               |
| 亞洲最受歡迎歌唱男女演員                                              | 曹格、薩頂頂                                                               |
| 亞洲最受歡迎導演                                                      | YOSEPH CEDAR                                                               |
| 亞洲演藝名人大獎                                                      | ATSUSHI、李貞賢、張家輝                                                    |

### 第8屆
| 獎項                                                                      | 獲獎名單 |
| 第8屆中國電視劇滿意度調查發布盛典（2012年12月10日在上海文化廣場劇院舉行） | |
| 全國觀眾最喜愛的影視明星                                                  | 許亞軍、邵美琪、沈春陽、劉莉莉、孫淳、斯琴高娃、李立群、劉曉慶、張嘉譯、李小璐                                                |
| 中國古裝題材電視劇最佳男演員                                              | 吳奇隆《步步驚心》 |
| 中國古裝題材電視劇最佳女演員                                              | 鍾欣桐《武則天秘史》 |
| 中國偶像勵志題材電視劇最佳男演員                                          | 李晨《北京青年》 |
| 中國偶像勵志題材電視劇最佳女演員                                          | 馬蘇《北京青年》 |
| 中國近代革命題材電視劇最佳男演員                                          | 姜武《誓言今生》 |
| 中國近代革命題材電視劇最佳女演員                                          | 唐一菲《正者無敵》 |
| 中國傳奇題材電視劇最佳男演員                                              | 胡歌《軒轅劍之天之痕》 |
| 中國傳奇題材電視劇最佳女演員                                              | 劉威葳《向東是大海》 |
| 中國都市題材電視劇最佳男演員                                              | 賈乃亮《當婆婆遇上媽》 |
| 中國都市題材電視劇最佳女演員                                              | 江珊《人到四十》 |
| 中國當代題材電視劇最佳男演員                                              | 宋小寶《櫻桃》 |
| 中國當代題材電視劇最佳女演員                                              | 宋春麗《滿秋》 |
| 中國百強電視劇最佳編劇                                                    | 鮑鯨鯨《浮沉》 |
| 中國百強電視劇最佳導演                                                    | 趙寶剛《北京青年》 |
| 中國百強電視劇最佳製作機構                                                | 上海唐人電影製作有限公司《步步驚心》《軒轅劍之天之痕》、本山傳媒《櫻桃》《鄉村愛情5》、北京電視藝術中心有限公司《後宮甄嬛傳》 |
| 中國百強電視劇滿意度調查第一名                                            | （最佳電視劇）《懸崖》 |
| 中國百強電視劇最佳新銳男演員                                              | 王雷《金太狼的幸福生活》 |
| 中國百強電視劇最佳新銳女演員                                              | 穎兒《小菊的春天》 |
| 中國最受媒體歡迎男演員                                                    | 吳奇隆 |
| 中國最受媒體歡迎女演員                                                    | 劉詩詩 |
| 中國百強電視劇最佳女配角                                                  | 傅藝偉《天涯明月刀》 |
| 中國百強電視劇最佳男配角                                                  | 程煜《懸崖》 |
| 中國百強電視劇最佳女主角                                                  | 李小璐《當婆婆遇上媽》 |
| 中國百強電視劇最佳男主角                                                  | 張嘉譯《懸崖》 |
| 中國電視劇傑出成就獎                                                      | 李雪健、奚美娟 |
| 2013中國媒體最期待的電視劇                                                | 《頭牌》、《向著勝利前進》、《鄉村愛情變奏曲》、《好傢伙》、《寶貝》                                                          |

### 第9屆
| 獎項                                                                                          | 獲獎名單                                   |
| 第9屆中國電影滿意度調查發佈盛典（2013年4月10日在香港九龍灣國際展貿中心匯星（Star Hall）舉行） |                                            |
| 中國最佳男主角獎                                                                              | 謝霆鋒《消失的子彈》                       |
| 中國最佳女主角獎                                                                              | 范冰冰《二次曝光》                         |
| 中國最佳男配角獎                                                                              | 杜汶澤《DIVA華麗之後》                     |
| 中國最佳女配角獎                                                                              | 范曉萱《聽風者》                           |
| 中國最佳影片獎                                                                                | 《寒戰》                                   |
| 中國最佳導演獎                                                                                | 成龍《十二生肖》                           |
| 中國最受媒體歡迎男演員                                                                        | 王寶強                                     |
| 中國最受媒體歡迎女演員                                                                        | Angelababy                                 |
| 中國最佳新人獎                                                                                | 張藍心                                     |
| 中國最佳新銳導演                                                                              | 徐崢《人再囧途之泰囧》                     |
| 中國最佳編劇獎                                                                                | 羅志良、楊倩玲《消失的子彈》               |
| 中國最佳電影動作指導獎                                                                        | 成龍、成家班《十二生肖》                   |
| 最佳電影音樂                                                                                  | 李代沫﹑吉克雋逸《二次曝光》「在我想起來」 |
| 最受媒體歡迎電影歌曲獎                                                                        | 張瑋《太极2英雄崛起》「英雄崛起」          |
| 中國最佳電影製機構                                                                            | 《英皇電影》及《博納影業》                 |
| 中國最佳動漫影片                                                                              | 《魁拔》                                   |
| 中國最佳微電影                                                                                | 《父親》                                   |
| 中國最佳跨界演員                                                                              | 小瀋陽                                     |
| 中國最佳海外演員獎                                                                            | 李秉憲                                     |
| 中國年度成就獎                                                                                | 葉德嫻                                     |
| 中國終生成就獎                                                                                | 鄒文懷                                     |

### 第10屆
| 獎項                                                                        | 獲獎名單                              |
| 第10屆全球演藝名人滿意度調查發布盛典（2013年10月7日在澳門威尼斯人劇院舉行） |                                       |
| 中國最佳男主持                                                              | 李詠                                  |
| 中國最佳女主持                                                              | 吳小莉                                |
| 中國最佳新銳導演                                                            | 薛曉路                                |
| 全球最佳新銳男演員                                                          | 波波-斯圖爾特 (Booboo Stewart)        |
| 全球最佳新銳女演員                                                          | 白露娜（Laura Weissbecker）           |
| 中國最佳男話劇演員                                                          | 黃秋生                                |
| 中國最佳女話劇演員                                                          | 許晴                                  |
| 中國最佳曲藝男演員                                                          | 馮鞏                                  |
| 中國最佳曲藝女演員                                                          | 劉蘭芳                                |
| 中國最佳舞蹈男演員                                                          | 沙呷俊楠                              |
| 中國最佳舞蹈女演員                                                          | 王啟敏                                |
| 全球最佳舞蹈男演員                                                          | 安東尼-塔拉吳噶、裡查蒙-塔拉吳噶      |
| 全球最佳舞蹈女演員                                                          | 莎朗-薩沃伊                           |
| 中國最佳電視劇男演員                                                        | 林峯                                  |
| 中國最佳電視劇女演員                                                        | 陳法拉                                |
| 全球最佳電視劇男演員                                                        | 馬修·派瑞(Matthew Perry)              |
| 全球最佳電視劇女演員                                                        | 米雪·道克利(Michelle Dockery)         |
| 中國最佳男歌唱演員                                                          | 林志炫                                |
| 中國最佳女歌唱演員                                                          | 黃綺珊                                |
| 全球最佳歌唱演員                                                            | 艾薇兒·拉維尼(Avril Lavigne)          |
| 全球最佳偶像團體                                                            | 少女時代                              |
| 中國最佳戲曲男演員                                                          | 常東                                  |
| 中國最佳戲曲女演員                                                          | 陳橙                                  |
| 全球最佳動作演員                                                            | 山姆·沃辛頓(Samuel Shane Worthington) |
| 中國最佳電影男演員                                                          | 張家輝                                |
| 中國最佳電影女演員                                                          | 章子怡                                |
| 全球最佳電影男演員                                                          | 尼古拉斯·凯奇(Nicolas Cage)           |
| 全球最佳電影女演員                                                          | 妮可·基嫚(Nicole Kidman)              |
| 最受中國媒體歡迎男演員                                                      | 宋小寶                                |
| 最受中國媒體歡迎女歌手                                                      | 小野麗莎                              |
| 中國最佳導演                                                                | 林超賢                                |
| 全球最佳導演                                                                | 昆汀·塔伦蒂诺(Quentin Tarantino)      |
| 中國年度成就獎                                                              | 劉曉慶                                |
| 全球終身成就獎                                                              | 傑瑞米·艾恩斯(Jeremy Irons)           |

### 第11屆
| 獎項                                                                     | 獲獎名單                           |
| 第11屆全球音樂滿意度調查發布盛典（2013年12月18日在上海世博中心紅廳舉行） |                                    |
| 華語最佳專輯                                                             | 吳建豪                             |
| 華語年度最佳廣告歌曲                                                     | 逃跑計劃樂隊                       |
| 華語最佳新人歌手                                                         | 吉克隽逸、張恆遠                   |
| 華語最佳原創歌手                                                         | 陳楚生                             |
| 華語最佳音樂人                                                           | 李宗盛                             |
| 華語音樂中國樂迷選擇獎                                                   | 薩頂頂、古巨基                     |
| 華語最佳樂隊                                                             | 黑豹樂隊                           |
| 華語最佳組合                                                             | BY2                                |
| 華語最佳女歌手                                                           | 尚雯婕                             |
| 華語最佳男歌手                                                           | 孫楠                               |
| 全球最佳新銳樂隊                                                         | Dent May                           |
| 全球最受歡迎女歌手                                                       | 卡莉·蕾·杰普森（Carly Rae Jepsen） |
| 全球最佳男歌手獎                                                         | 亞當·蘭伯特（Adam Lambert）        |
| 終身成就獎                                                               | 金鐵霖                             |
| 華語音樂傑出貢獻獎                                                       | 施光南                             |

### 第12屆
| 獎項             | 獲獎名單         |
| 第12屆           |                  |
| 全球最佳电影     | 《速度与激情6》  |
| 全球最佳男演员   | 奥兰多.布鲁姆    |
| 全球最佳女演员   | 哈莉.贝瑞        |
| 全球最佳男配角   | 杰瑞米.雷纳      |
| 全球最佳女配角   | 佐伊.索尔达娜    |
| 全球最佳新人     | 查理.汉纳姆      |
| 全球最佳导演     | 吉尔莫.德尔.托罗 |
| 全球最佳动画电影 | 《疯狂原始人》   |
| 终身成就奖       | 汉斯季默         |

### 第13屆
| 獎項                             | 獲獎名單                                                               |
| 第13屆                           |                                                                        |
| 中国百强电视剧满意度调查第一名   | 《打狗棍》                                                             |
| 中国百强电视剧最佳导演           | 刘江(《咱们结婚吧》)                                                   |
| 中国百强电视剧最佳编剧           | 郭靖宇、戴俊卿、肖绍权(《打狗棍》)                                     |
| 中国百强电视剧最佳男主角         | 陈宝国                                                                 |
| 中国百强电视剧最佳女主角         | 佟丽娅                                                                 |
| 中国百强电视剧最佳男配角         | 罗嘉良                                                                 |
| 中国百强电视剧最佳女配角         | 张凯丽                                                                 |
| 中国最受媒体欢迎演员             | 斯琴高娃                                                               |
| 中国百强电视剧最佳新锐男演员     | 刘欢                                                                   |
| 中国百强电视剧最佳新锐女演员     | 王力可                                                                 |
| 中国近代革命题材电视剧最佳男演员 | 曹炳琨                                                                 |
| 中国近代革命题材电视剧最佳女演员 | 江一燕                                                                 |
| 中国百强电视剧最佳制片人         | 刘辉、刘晓娜                                                           |
| 中国百强电视剧最佳主题曲         | 谭晶《大秦帝国》                                                       |
| 中国古装题材电视剧最佳男演员     | 刘恺威                                                                 |
| 中国古装题材电视剧最佳女演员     | 蔡少芬                                                                 |
| 中国当代题材电视剧最佳男演员     | 宋小宝                                                                 |
| 中国当代题材电视剧最佳女演员     | [空缺]                                                                 |
| 中国电视剧年度杰出成就奖         | 巍子                                                                   |
| 全国观众最喜爱十佳电视明星       | 郑爽、曾江、范明、岳丽娜、陈昭荣、佟丽娅、陈宝国、王志飞、李立群、王姬 |
| 中国百强电视剧最佳制作机构       | 完美世界(北京)影视文化有限公司                                         |

### 第14屆
| 獎項                      | 獲獎名單             |
| 第14屆                    |                      |
| 华语年度最受欢迎潜质歌手  | 金贵晟               |
| 华语年度最受欢迎新锐歌手  | 张碧晨               |
| 国际最受欢迎新锐歌手      | TASTY                |
| 华语年度最受欢迎单曲      | 筷子兄弟 《小苹果》  |
| 华语年度最受欢迎专辑      | 庄心妍《一直想着他》 |
| 华语年度最受欢迎原创歌手  | 许嵩                 |
| 华语最受欢迎音乐人        | 雷颂德               |
| 华语年度最受欢迎乐队/组合 | 筷子兄弟             |
| 国际年度最受欢迎乐队/组合 | EXO                  |
| 华语年度最受欢迎男歌手    | 林志炫               |
| 华语年度最受欢迎女歌手    | 黄绮珊               |
| 国际年度最受欢迎男歌手    | 科迪·辛普森          |
| 国际年度最受欢迎女歌手    | 朴慧京               |
| 华人音乐终身成就奖        | 周小燕               |
| 终身成就奖                | 迈克尔·波顿          |

### 第15屆
| 獎項                                                                        | 獲獎名單          |
| 第15屆全球演藝名人滿意度調查發布盛典（2015年1月18日在澳門威尼斯人劇院舉行） |                   |
| 中国最佳舞蹈演员                                                            | 朱晗              |
| 中国最佳主持人                                                              | 栗坤              |
| 中国最佳影视导演                                                            | 蔡岳勋            |
| 中国年度最具人气歌手                                                        | 姚贝娜            |
| 中国最佳电视剧男演员                                                        | 林峯              |
| 中国最佳电视剧女演员                                                        | 佘诗曼            |
| 中国最佳电影男演员                                                          | 甄子丹            |
| 中国最佳电影女演员                                                          | 黄圣依            |
| 全球最佳舞蹈演员                                                            | 黎诺·娜卡苏妮     |
| 全球最佳歌唱演员                                                            | 王力宏            |
| 全球最佳组合                                                                | Super Junior      |
| 全球最佳电影导演                                                            | 迈克尔·曼         |
| 全球最佳电视剧男演员                                                        | 金秀贤            |
| 全球最佳电视剧女演                                                          | 韩艺瑟            |
| 全球最佳电影男演员                                                          | 克里斯·海姆斯沃斯 |
| 全球最佳电影女演员                                                          | 娜奥米·沃茨       |
| 终身成就大奖                                                                | 梅葆玖            |

### 第16屆
| 獎項                   | 獲獎名單                     |
| 第16屆                 |                              |
| 中国最佳影片奖         | 《亲爱的》                   |
| 中国最佳编剧奖         | 李晗、刘晗《匆匆那年》       |
| 中国最佳导演奖         | 陈可辛《亲爱的》             |
| 中国最佳男主角奖       | 赵又廷《痞子英雄：黎明升起》 |
| 中国最佳女主角奖       | 赵薇《亲爱的》               |
| 中国最佳男配角奖       | 阿德里安·布劳迪《天将雄狮》  |
| 中国最佳女配角奖       | 江一燕《四大名捕3》          |
| 中国最佳新锐导演奖     | 路阳《绣春刀》               |
| 中国最佳新人奖         | 思漩《一个人的武林》         |
| 中国最佳电影歌曲奖     | 《大漠英雄》天将雄狮---成龙  |
| 中国最佳动漫奖         | 《麦兜我和我妈妈》           |
| 中国最佳动作电影指导奖 | 成家班《天将雄狮》           |
| 中国最电影佳制作机构奖 | 英皇电影                     |
| 中国电影成就奖         | 葛优                         |
| 终身成就奖             | 卢燕                         |

### 第17屆
| 獎項                           | 獲獎名單 |
| 第17屆                         | |
| 中国电视剧杰出成就奖           | 赵雅芝 |
| 中国百强电视剧最佳编剧         | 李潇《大丈夫》 |
| 中国百强电视剧最佳导演         | 郑晓龙《红高粱》 |
| 中国百强电视剧最佳男主角       | 佟大为《虎妈猫爸》 |
| 中国百强电视剧最佳女主角       | 周迅《红高粱》 |
| 中国百强电视剧最佳男配角       | 郭凯敏《虎妈猫爸》 |
| 中国百强电视剧最佳女配角       | 江疏影《一仆二主》 |
| 中国百强电视剧最佳新锐         | 杨玏《大丈夫》 |
| 中国古代题材电视剧最佳男演员   | 李治廷《武媚娘传奇》 |
| 中国古代题材电视剧最佳女演员   | 陈妍希《神雕侠侣》 |
| 中国近代题材电视剧最佳男演员   | 杨烁《刀客家族的女人》 |
| 中国近代题材电视剧最佳女演员   | 陈乔恩《锦绣缘华丽冒险》 |
| 中国当代题材电视剧最佳男演员   | 于和伟《下一站婚姻》 |
| 中国当代题材电视剧最佳女演员   | 唐嫣《何以笙箫默》 |
| 中国百强电视剧最佳制片人       | 黄澜 《虎妈猫爸》 |
| 中国百强电视剧最佳制作机构     | 新丽传媒 |
| 中国百强电视剧满意度调查第一名 | 《红高粱》（山东卫视） |
| 全国观众最喜爱的影视明星       | 周迅、佟大为、李菲儿、吴卓羲、巩汉林、董维嘉                                                                                               |
| 全国观众最喜爱的电视剧作品     | 《红高粱》《虎妈猫爸》《大丈夫》《离婚律师》《北平无战事》《历史转折中的邓小平》 《马向阳下乡记》《武媚娘传奇》 《我爱男闺蜜》《一仆二主》 |

### 第18屆
| 獎項                 | 獲獎名單     |
| 第18屆               |              |
| 中国最佳导演         | 许诚毅       |
| 中国最佳电影男演员   | 段奕宏       |
| 中国最佳电影女演员   | 许晴         |
| 中国最佳男歌手       | 张信哲       |
| 中国最佳女歌手       | 莫文蔚       |
| 中国最佳电视剧男演员 | 李晨         |
| 中国最佳电视剧女演员 | 林心如       |
| 中国最佳主持人       | 华少         |
| 中国最佳曲艺演员     | 刘谦         |
| 中国最佳舞蹈演员     | 曹舒慈       |
| 中国最佳新锐演员     | 林允         |
| 全球最佳影视演员     | 索菲特纳     |
| 全球最佳导演         | 让.雅克.阿诺 |
| 全球最佳歌手         | 曹圭贤       |
| 全球最佳团体偶像     | f(x)         |
| 全球最佳电视剧男演员 | 周云         |
| 全球最佳电视剧女演员 | 尹恩惠       |

### 第19屆
| 獎項                           | 獲獎名單 |
| 第19屆                         | |
| 中国古装题材电视剧最佳男演员   | 高云翔《芈月传》 |
| 中国古装题材电视剧最佳女演员   | 蒋欣《华胥引之绝爱之城》 |
| 中国近现代题材电视剧最佳男演员 | 靳东《伪装者》 |
| 中国近现代题材电视剧最佳女演员 | 郑爽《抓住彩虹的男人》 |
| 中国当代题材电视剧最佳男演员   | 朱亚文《北上广不相信眼泪》 |
| 中国当代题材电视剧最佳女演员   | 佟丽娅《平凡的世界》 |
| 中国百强电视剧最佳男主角       | 黄渤《青岛往事》 |
| 中国百强电视剧最佳女主角       | 马伊琍《北上广不相信眼泪》 |
| 中国百强电视剧最佳男配角       | 范明《爱情碟中谍》 |
| 中国百强电视剧最佳女配角       | 王鸥《伪装者》 |
| 中国百强电视剧最佳新锐演员     | 尹正《他来了请闭眼》 |
| 中国百强电视剧最佳编剧         | 王丽萍《大好时光》 |
| 中国百强电视剧最佳导演         | 姚晓峰《虎妈猫爸》 |
| 中国百强电视剧最佳制片人       | 曹平《芈月传》 |
| 中国百强电视剧最佳制作机构     | 东阳市花儿影视文化有限公司、北京春天融和有限公司、上海贯一文化、新丽电视文化投资有限公司、SMG尚世影业、浙江华谊兄弟影业投资有限公司、北京华录百纳影视股份有限公司、海润影视制作有限公司 |
| 中国百强电视剧第一名           | 《琅琊榜》 |
| 全国观众最喜爱的影视明星       | 王子文、黄维德、张兆辉、张瑶、王耀庆、王晓晨、黄渤、马伊琍、黄曼、谷智鑫 |

### 第20屆
| 獎項                     | 獲獎名單                                                 |
| 第20屆                   |                                                          |
| 中国最佳编剧奖           | 《战狼》吴京、刘毅、董群、高岩                           |
| 中国最佳新人奖           | 刘昊然《唐人街探案》                                     |
| 中国最佳新锐导演奖       | 吴京《战狼》                                             |
| 中国最佳动作电影指导奖   | 李忠志《战狼》                                           |
| 中国最佳女配角奖         | 李媛《滚蛋吧！肿瘤君》                                   |
| 中国最佳男配角奖         | 张晋《杀破狼2》                                          |
| 中国最佳电影制片人奖     | 吕建民《战狼》、刘洪涛《夏洛特烦恼》、宋宪强《一个勺子》 |
| 中国最佳电影制作机构奖   | 华谊兄弟电影                                             |
| 中国电影满意度调查第一名 | 《战狼》                                                 |
| 中国最佳导演奖           | 管虎《老炮儿》                                           |
| 中国最佳女主角奖         | 宋佳《师父》                                             |
| 中国最佳男主角奖         | 陈建斌《一个勺子》                                       |
| 中国电影终身荣誉         | 午马                                                     |
| 中国最佳影片奖           | 《老炮儿》                                               |
| 中国最佳3D影片大奖       | 《霸王别姬》                                             |

### 第21屆
| 獎項               | 獲獎名單                                  |
| 第21屆             |                                           |
| 全球最佳编剧奖     | 德鲁·高达、安迪·威尔《火星救援》          |
| 全球最佳影片奖     | 《火星救援》                              |
| 全球最佳女主角奖   | 布莱丝·达拉斯·霍华德《侏罗纪世界》        |
| 全球最佳动作指导奖 | 杰夫·伊马达《速度与激情7》                |
| 终身成就奖         | 西尔维斯特·史泰龙                         |
| 评委会大奖         | 娜塔莉·波特曼、希拉里·斯万克、梅尔·吉布森 |

### 第22屆
| 獎項                                | 獲獎名單                                                                                           |
| 第22屆                              | |
| 中国古装题材电视剧最佳男演员        | 袁弘                                                                                               |
| 中国古装题材电视剧最佳女演员        | [空缺]                                                                                             |
| 中国近现代题材电视剧最佳男演员      | 陆毅                                                                                               |
| 中国近现代题材电视剧最佳女演员      | 柯蓝                                                                                               |
| 中国当代题材电视剧最佳男演员        | 许亚军                                                                                             |
| 中国当代题材电视剧最佳女演员        | 马苏                                                                                               |
| 中国百强电视剧最佳男主角            | 李易峰                                                                                             |
| 中国百强电视剧最佳女主角            | 唐嫣                                                                                               |
| 中国百强电视剧最佳男配角            | 赵立新                                                                                             |
| 中国百强电视剧最佳女配角            | 张子枫                                                                                             |
| 中国百强电视剧最佳新锐演员          | 谭松韵                                                                                             |
| 中国百强电视剧最佳编剧              | 李潇、于淼、张英姬                                                                                 |
| 中国百强电视剧最佳导演              | 汪俊                                                                                               |
| 中国百强电视剧最佳制作机构          | 《人民的名义》、柠萌影业《小别离》、《好先生》                                                     |
| 中国百强电视剧第一名                | 《小别离》                                                                                         |
| 中国百强电视剧满意度调查(第2至10名) | 小别离、好先生、少帅、亲爱的翻译官、中国式关系、老九门、青云志、欢乐颂、女医明妃传、如果蜗牛有爱情 |
| 评委会大奖                          | 《人民的名义》                                                                                     |
| 十年全国观众最喜爱的影视明星        | 黎耀祥、郭可盈、曹曦文、侯勇、胡静、白志迪、张志坚、张凯丽、唐嫣、李易峰）                         |

### 第23屆
| 獎項                     | 獲獎名單                 |
| 第23屆                   |                          |
| 中國電影滿意度調查第一名 | 《戰狼II》               |
| 中國最佳影片             | 《嘉年華》               |
| 中國最佳導演             | 吳京《戰狼II》           |
| 中國最佳男主角           | 吳京《戰狼II》           |
| 中國最佳女主角           | 林心如《嫌疑人X的獻身》  |
| 中國最佳男配角           | 吳剛《戰狼II》           |
| 中國最佳女配角           | 張榕容《妖貓傳》         |
| 中國電影最佳編劇獎       | 彭浩翔《春嬌救志明》     |
| 中國最佳新銳導演         | 李晨《空天獵》           |
| 中國電影最佳新銳演員     | 鍾楚曦《芳華》           |
| 中國電影年度最具潛質演員 | 衛詩雅                   |
| 中國電影年度突破演員獎   | 娜扎                     |
| 中國最佳電影歌曲         | 于文文《體面》           |
| 中國電影最佳紀錄片獎     | 《二十二》               |
| 中國最佳製作機構         | 華誼兄弟傳媒股份有限公司 |
| 中國最佳製作人           | 關海龍、張苗             |
| 中國電影終身成就獎       | 秦沛                     |

### 第25屆
| 獎項                               | 獲獎名單                        |
| 第25屆 （2019年6月12日在澳门举行） |                                 |
| 中國電影滿意度調查第一名           | 《紅海行動》                    |
| 中國最佳影片                       | 《我不是药神》                  |
| 中國香港最佳影片                   | 《逆流大叔》                    |
| 中國台灣最佳影片                   | 《誰先愛上他的》                |
| 中國电影最佳導演                   | 文牧野《我不是药神》            |
| 中國电影最佳男主角                 | 郭富城《無雙》                  |
| 中國电影最佳女主角                 | 馬伊琍《找到你》                |
| 中國电影最佳男配角                 | 張藝興《一齣好戲》              |
| 中國电影最佳女配角                 | 周家怡《無雙》                  |
| 中國電影最佳編劇獎                 | 莊文強《無雙》                  |
| 中國最佳新銳導演                   | 蘇倫《超時空同居》              |
| 中國電影最佳新銳演員               | 蔣璐霞《紅海行動》              |
| 中國最佳電影歌曲                   | 《瞎子》 （尧十三《无名之辈》） |
| 中國最佳製作機構                   | 博納影業集團                    |
| 中國最佳製片人獎                   | 冬                              |
| 中國電影終身成就獎                 | 吳思遠                          |

### 第26屆
| 獎項                                | 獲獎名單                                                                   |
| 第26屆 （2019年12月10日在澳门举行） |                                                                            |
| 中国古装题材电视剧最佳男演员        | 陈飞宇《将夜》                                                             |
| 中国古装题材电视剧最佳女演员        | 宋祖儿《九州缥缈录》                                                       |
| 中国近现代题材电视剧最佳男演员      | 高伟光《怒晴湘西》                                                         |
| 中国近现代题材电视剧最佳女演员      | 王鸥《芝麻胡同》                                                           |
| 中国当代题材电视剧最佳男演员        | 马元《那座城这家人》                                                       |
| 中国当代题材电视剧最佳女演员        | 杨紫《亲爱的热爱的》                                                       |
| 中国百强电视剧最佳男主角            | 陈宝国《老酒馆》                                                           |
| 中国百强电视剧最佳女主角            | 惠英红《铁探》                                                             |
| 中国百强电视剧最佳男配角            | 王劲松《破冰行动》                                                         |
| 中国百强电视剧最佳女配角            | 陶虹《小欢喜》                                                             |
| 中国百强电视剧最佳编剧              | 赵琪《特赦1959》                                                           |
| 中国百强电视剧最佳导演              | 刘江《老酒馆》                                                             |
| 中国百强电视剧最佳制作片人          | 戴莹、刘燕军、秦振贵《破冰行动》                                           |
| 中国百强电视剧满意度调查第一名      | 《小欢喜》                                                                 |
| 中国电视剧终身成就奖                | 牛犇                                                                       |
| 全国十佳观众最喜爱电视演员          | 冯雷、惠英红、陈宝国、田海蓉、秦海璐、吴磊、雷佳音、王一博、易烊千玺、奚望 |

### 第32屆
第32届颁奖典礼于2021年12月27日在澳门永利皇宫举行。
- 全国观众最喜爱十佳演员：唐国强 《光荣与梦想》、王劲松 《大决战》、任嘉伦 《周生如故》、丁勇岱 《跨过鸭绿江》、张 桐 《觉醒年代》、柯蓝《刑警之海外行动》、热依扎 《山海情》、王丽坤 《光荣与梦想》、袁姗姗 《江山如此多娇》、董琦 《战火熔炉》
- 最佳男主角：王劲松 《大决战》
- 最佳女主角：柯蓝 《刑警之海外行动》
- 中国百强电视剧最佳男配角：马少骅 《觉醒年代》
- 中国百强电视剧最佳女配角：朱茵《小舍得》
- 中国古装题材电视剧最佳男演员：李乃文 《大秦赋》
- 中国古装题材电视剧最佳女演员：苏晓彤 《御赐小仵作》
- 中国近现代题材电视剧最佳男演员：侯京健 《觉醒年代》
- 中国近现代题材电视剧最佳女演员：奚望《中流击水》
- 中国当代题材电视剧最佳男演员：张晚意《乔家的儿女》
- 中国当代题材电视剧最佳女演员：周雨彤 《我在他乡挺好的》
- 中国百强电视剧最佳新锐演员：伊丽媛 《光荣与梦想》
- 中国百强电视剧最佳编剧：龙平平 《觉醒年代》
- 中国百强电视剧最佳导演：刘江《光荣与梦想》
- 中国百强电视剧最佳制片人：卫华（总）、刘岩（总）、王彤(总)、罗汐、张泽锦 《光荣与梦想》
- 中国百强电视剧满意度调查第一名：《觉醒年代》
- 中国百强电视剧最佳电视剧歌曲：《繁星璀璨的天空》（词：陈曦 曲：董冬冬 演唱：周深《光荣与梦想》）
- 终身成就奖：王刚

### 第36屆
第36屆，于2023年3月31日在洛杉矶好莱坞阿瓦隆剧院（Avalon Theater）举行。
| 獎項                 | 獲獎名單                                                                                |
| 第36屆               |                                                                                         |
| 全球最佳影片         | 《西线无战事》                                                                          |
| 全球电影最佳编剧     | 圣地亚哥·米特雷、马利亚诺·林纳斯《阿根廷，1985》                                        |
| 全球电影最佳导演     | 佛罗莱恩·泽勒《困在心绪里的儿子》                                                       |
| 全球电影最佳男主角   | 布兰登·费舍《鲸》                                                                       |
| 全球电影最佳女主角   | 杨紫琼《瞬息全宇宙》                                                                    |
| 全球电影最佳男配角   | 关继威《瞬息全宇宙》                                                                    |
| 全球电影最佳女配角   | 苏菲·考尔《塔尔》                                                                       |
| 全球电影最佳新人     | 金东辉《奇怪国家的数学家》                                                              |
| 全球电影最佳制片人   | Phin Glynn、Axel Kuschevatzky、Victoria Alonso ET AL《阿根廷，1985》                    |
| 全球电影最佳摄影     | 克劳迪奥·米兰达《壯志凌雲：獨行俠》                                                     |
| 全球电影最佳剪辑     | 马特·维拉、乔纳森·雷德蒙《猫王》                                                        |
| 全球电影最佳视觉效果 | 乔·莱特瑞、理查德·巴尼汉姆、埃里克·赛恩登、丹尼尔 ·巴雷特《阿凡达：水之道》             |
| 全球电影最佳歌曲     | 《Nothing is Lost (You Give me Strength)》《阿凡达：水之道》                            |
| 全球电影最佳短片     | 《爱尔兰式告别》                                                                        |
| 全球电影最佳动画     | 《吉尔莫·德尔·托罗的匹诺曹》                                                            |
| 全球电影终身成就奖   | 巴里·莱文森                                                                             |
| 全球最佳剧集         | 《风骚律师第六季》                                                                      |
| 全球最佳日间剧集     | 《海湾第七季》                                                                          |
| 全球剧集最佳编剧     | 文斯·吉利根、皮特·古尔德《风骚律师第六季》                                              |
| 全球剧集最佳导演     | 迈克尔·莫里斯《风骚律师第六季》                                                         |
| 全球剧集最佳男主角   | 克里斯托斯·安德鲁《海湾第七季》                                                         |
| 全球剧集最佳女主角   | 黛薇卡·霍内《你是我的心跳》                                                             |
| 全球最受欢迎男演员   | 布莱登·斯克莱纳《1923》                                                                 |
| 全球最受欢迎女演员   | 卡鲁切·特兰《海湾第七季》                                                               |
| 全球剧集最佳男配角   | F·默里·亚伯拉罕《白莲花度假村第二季》                                                   |
| 全球剧集最佳女配角   | 詹妮佛·库里奇《白莲花度假村第二季》                                                     |
| 全球剧集最佳制片人   | Bradley Bell、Edward J.Scott、Cynthia J.Popp、Casey Kasprzyk ET AL.《大胆而美丽第36季》 |
| 华语最佳影片         | 《长津湖之水门桥》                                                                      |
| 华语电影最佳导演     | 杨荔钠《妈妈！》                                                                        |
| 华语电影最佳男主角   | 古天乐《明日战记》                                                                      |
| 华语电影最佳女主角   | 蔡卓妍《神探大战》                                                                      |
| 华语最佳剧集         | 《天下长河》                                                                            |
| 华语剧集最佳导演     | 傅东育、毛溦《风吹半夏》                                                                |
| 华语剧集最佳男主角   | 黄志忠《天下长河》                                                                      |
| 华语剧集最佳女主角   | 周依然《三悦有了新工作》                                                                |

### 第37屆
第37屆，于2023年12月27日在澳门华鼎奖中国运营总部以线上揭晓的形式向全球发布。
| 獎項               | 獲獎名單       |
| 第37屆             |                |
| 全球最佳歌手       | 泰勒·斯威夫特  |
| 全球最受欢迎男歌手 | 布鲁诺·马尔斯  |
| 全球最受欢迎女歌手 | 卡莉·蕾·吉普森 |
| 全球最受欢迎组合   | 西城男孩       |
| 终身成就奖         | 席琳·狄翁      |
| 亚洲最佳歌手       | 刀郎           |
| 亚洲最受欢迎男歌手 | 周杰伦         |
| 亚洲最受欢迎女歌手 | 李知恩         |
| 亚洲最受欢迎组合   | BLACKPINK      |
| 华语最受欢迎男歌手 | 薛之谦         |
| 华语最受欢迎女歌手 | 邓紫棋         |
| 华语最佳歌手       | 周深           |
| 华语最具潜力歌手   | 马嘉祺         |